# Koharu Kisaragi
Koharu Kisaragi (jap. 如月 小春, Kisaragi Koharu; * 19. Februar 1956; † 19. Dezember 2000) war eine japanische Dramatikerin und Theaterleiterin.
Kisaragi studierte bis 1976 Philosophie an der Tōkyō Joshi Daigaku. Im gleichen Jahr gründete sie ihre erste Theatergruppe Gekidan Kiki, mit der sie eigene Stücke wie Romio to Furiijia no aru Shokutaku (1981) aufführte. 1982 verließ sie Gekidan Kiki und gründete die Gruppe NOISE.  Sie war deren Leiterin und wirkte in allen Aufführungen als Autorin und Regisseurin. Produzent war ihr Ehemann Kajiya Kazuyuki.
Neben den Stücken für das Ensemble (deren prominentestes Moral – 1984 – war) verfasste Kisaragi den Essay Ansanburu no Shisō über das Ensemblespiel. Ende 2000 starb sie plötzlich an den Folgen einer Gehirnblutung.